# San Pietro di Caridà
San Pietro di Caridà község (comune) Calabria régiójában, Reggio Calabria megyében.

## Fekvése
A megye északi részén fekszik. Határai: Acquaro, Dinami, Fabrizia, Galatro, Laureana di Borrello és Serrata.

## Története
A település eredetére vonatkozóan nem léteznek pontos adatok. Évszázadokon át Miletóhoz tartozott. Korabeli épületeinek nagy része az 1783-as calabriai földrengésben elpusztult. A 19. században nyerte el önállóságát, amikor a Nápolyi Királyságban felszámolták a feudalizmust.

## Népessége
A népesség számának alakulása:

## Főbb látnivalói
- Santa Maria Assunta-templom
- San Pietro Apostolo-templom
- San Nicola-templom
- Madonna del Carmine-templom